# Puerta de la Almenilla (Sevilla)
La puerta de la Almenilla, también denominada puerta de la Barqueta, fue una de las puertas de acceso del recinto amurallado de la ciudad de Sevilla, comunidad autónoma de Andalucía, España.
Estaba ubicada en la calle Calatrava, en la plazoleta del Blanquillo, también fue conocida como puerta de Vib-Arragel, y se trataba de un arco de medio punto, con estribos que descansaban en dos torreones. Fue reformada en 1387, en 1627 y finalmente en 1773, siendo demolida en 1858.